# Leichtathletik-Länderkampf der Männer 1957 Belgien – BR Deutschland – Frankreich – Italien – Niederlande – Schweiz
| 6. Leichtathletik-Länderkampf mit bundesdeutscher Beteiligung 1957                                       | 6. Leichtathletik-Länderkampf mit bundesdeutscher Beteiligung 1957 |               |
| --- | ------------------------------------------------------------------ | ------------- |
| |                                                                    |               |
| Sechsländervergleich der Männer: Belgien – BR Deutschland – Frankreich – Italien – Schweiz – Niederlande |                                                                    |               |
| Austragungsort                                                                                           | Brüssel                                                            |               |
| Wettbewerbe                                                                                              | 21                                                                 |               |
| Datum | 27./28. Juli 1957                                                  |               |
| 1. FRG 2. FRA 3. ITA 4. BEL 5. SUI 6. NLD                                                                | 130 Punkte 097 Punkte 087 Punkte 078 Punkte 067 Punkte 053 Punkte  |               |
| Chronik                                                                                                  |                                                                    |               |
| ← FRG-POL (M)                                                                                            | FIN-FRG (M) →                                                      | FIN-FRG (M) → |

Der sechste Vergleich des Länderkampfjahres 1957 war ein Sechsländerkampf der Männer zwischen Belgien, Deutschland Frankreich, Italien, den Niederlanden und der Schweiz. Die Veranstaltung wurde am 27./28. Juli in Brüssel ausgetragen.

## Wettbewerbe und Modus
In diesem Vergleich wurden 21 Wettbewerbe ausgetragenen, sogar ein Marathonlauf stand auf dem Programm. Aus dem olympischen Wettbewerbskatalog fehlten nur die beiden Gehdisziplinen und der Zehnkampf. In allen Disziplinen mit Ausnahme des Marathonlaufs trat ein Vertreter je Nation an. Im Marathonlauf waren es drei Läufer je Land. Gewertet wurde nach folgendem System:
- Einzeldisziplinen: Platz 1: 7 P, Pl. 2: 5 P, , Pl. 3: 4 P, …, Pl. 6: 1 P
- Marathonlauf: Pl. 1: 11 P, Pl. 2: 9 P, , Pl. 3: 8 P, …, Pl. 10: 1 P
- Staffeln: Platz 1: 9 P, Pl. 2: 7 P, , Pl. 3: 6 P, …, Pl. 6: 3 P.

## Ergebnis
Die bundesdeutschen Leichtathleten entschieden zehn Disziplinen für sich, darüber hinaus gab es acht zweite Plätze. Mit weiteren guten Platzierungen lag das bundesdeutsche Team damit deutlich vorn und gewann den Vergleich mit 130 Punkten. Dahinter folgte Frankreich nach vier Siegen und 97 Punkten auf Rang zwei. Italien wurde Dritter mit zwei Disziplinerfolgen und 85 Punkten vor Belgien. Die Belgier erzielten mit drei gewonnenen Wettbewerben zwar einen Disziplinerfolg mehr als die Italiener, kamen jedoch infolge weniger guten Platzierungen in den anderen Wettbewerben nur auf 85 Punkte. Die Ränge fünf und sechs belegten die Schweiz (1 Disziplinsieg / 67 Punkte) und die Niederlande (1 Disziplinsieg / 53 Punkte).

## Resultate

### 100 m
| Platz | Athlet             | Land | Zeit (s) |
| ----- | ------------------ | ---- | -------- |
| 1     | Manfred Germar     | FRG  | 10,4     |
| 2     | Livio Berruti      | ITA  | 10,5     |
| 3     | Alain David        | FRA  | 10,7     |
| 4     | Jacques Vercruysse | BEL  | 10,8     |
| 5     | Hans Wehrli-Frei   | SUI  | 10,8     |
| 6     | van de Splunter    | NLD  | 11,1     |

Datum: 27. Juli

### 200 m
| Platz | Athlet              | Land | Zeit (s) |
| ----- | ------------------- | ---- | -------- |
| 1     | Karl-Friedrich Haas | FRG  | 21,3     |
| 2     | Livio Berruti       | ITA  | 21,6     |
| 3     | Abdoulaye Seye      | FRA  | 21,6     |
| 4     | René Weber          | SUI  | 22,0     |
| 5     | Jacques Vercruysse  | BEL  | 22,0     |
| 6     | Fred Moerman        | NLD  | 22,5     |

Datum: 28. Juli

### 400 m
| Platz | Athlet          | Land | Zeit (s) |
| ----- | --------------- | ---- | -------- |
| 1     | René Weber      | SUI  | 48,0     |
| 2     | Jürgen Kühl     | FRG  | 48,3     |
| 3     | Adriano Loddo   | ITA  | 49,0     |
| 4     | Bernard Dibonda | FRA  | 49,4     |
| 5     | Bierlaire       | BEL  | 49,5     |
| 6     | Henk Haus       | NLD  | 49,9     |

Datum: 27. Juli

### 800 m
| Platz | Athlet                | Land | Zeit (min) |
| ----- | --------------------- | ---- | ---------- |
| 1     | Roger Moens           | BEL  | 1:49,1     |
| 2     | Friedel Stracke       | FRG  | 1:50,2     |
| 3     | Michel Jazy           | FRA  | 1:50,7     |
| 4     | Giovanni Scavo        | ITA  | 1:50,8     |
| 5     | Holzer                | SUI  | 1:54,4     |
| 6     | Mijndert Blankenstein | NLD  | 1:54,9     |

Datum: 28. Juli

### 1500 m
| Platz | Athlet             | Land | Zeit (min) |
| ----- | ------------------ | ---- | ---------- |
| 1     | Roger Moens        | BEL  | 3:50,9     |
| 2     | Michel Bernard     | FRA  | 3:51,6     |
| 3     | Günter Dohrow      | FRG  | 3:53,0     |
| 4     | Joep Delnoye       | NLD  | 3:53,4     |
| 5     | Gianfranco Baraldi | ITA  | 3:53,8     |
| 6     | Ernst Kleiner      | SUI  | 4:00,2     |

Datum: 27. Juli

### 5000 m
| Platz | Athlet             | Land | Zeit (min) |
| ----- | ------------------ | ---- | ---------- |
| 1     | Walter Konrad      | FRG  | 14:16,4    |
| 2     | Maurice Chiclet    | FRA  | 14:18,8    |
| 3     | Jean Van Hoof      | BEL  | 14:33,2    |
| 4     | Wim Roovers        | NLD  | 14:54,2    |
| 5     | Stifter            | SUI  | 14:55,6    |
| 6     | Gianfranco Baraldi | ITA  | 15:00,2    |

Datum: 27. Juli

### 10.000 m
| Platz | Athlet              | Land | Zeit (min) |
| ----- | ------------------- | ---- | ---------- |
| 1     | Henk Viset          | NLD  | 30:28,4    |
| 2     | Xaver Höger         | FRG  | 30:31,2    |
| 3     | Francis Duleau      | FRA  | 30:34,4    |
| 4     | Marcel Vandewattyne | BEL  | 30:36,0    |
| 5     | Rudolf Morgenthaler | SUI  | 31:45,6    |
| 6     | Franco Volpi        | ITA  | 31:48,8    |

Datum: 28. Juli

### Marathon
| Platz | Athlet           | Land | Zeit (h)  |
| ----- | ---------------- | ---- | --------- |
| 01    | Van den Driesche | BEL  | 2:26:36,4 |
| 02    | Gustav Disse     | FRG  | 2:35:00,0 |
| 03    | Smits            | NLD  | 2:36:02,0 |
| 04    | Arthur Wittwer   | SUI  | 2:36:13,4 |
| 05    | Henri Chêne      | FRA  | 2:39:11,8 |
| 06    | Rino Lavelli     | ITA  | 2:40:16,4 |
| 07    | J. van Ginkel    | NLD  | 2:41:10,8 |
| 08    | Amoruso          | ITA  | 2:42:40,0 |
| 09    | Fritz Schöning   | FRG  | 2:43:27,0 |
| 10    | Hans Studer      | SUI  | 2:44:21,6 |
| 11    | Willi Gänssler   | FRG  | 2:45:00,4 |
| 12    | van Hoorn        | NLD  | 2:46:11,4 |
| 13    | Bisegna          | ITA  | 2:47:42,0 |
| 14    | Limbourg         | BEL  | 2:49:00,0 |
| 15    | Jules Zehnder    | SUI  | 2:53:24,2 |
| 16    | Marquet          | BEL  | 2:54:35,0 |
| 17    | Maurice Courmont | FRA  | 3:01:17,4 |
| 18    | Dupin            | FRA  | 3:14:58,8 |

Datum: 28. Juli

### 110 m Hürden
| Platz | Athlet          | Land | Zeit (s) |
| ----- | --------------- | ---- | -------- |
| 1     | Jacques Dohen   | FRA  | 14,3     |
| 2     | Bert Steines    | FRG  | 14,5     |
| 3     | Georges Salmon  | BEL  | 15,1     |
| 4     | Peter Nederhand | NLD  | 15,1     |
| 5     | Giorgio Mazza   | ITA  | 15,3     |
| 6     | Heinrich Staub  | SUI  | 15,6     |

Datum: 28. Juli

### 400 m Hürden
| Platz | Athlet             | Land | Zeit (s) |
| ----- | ------------------ | ---- | -------- |
| 1     | Wolfgang Fischer   | FRG  | 52,2     |
| 2     | Bruno Galliker     | SUI  | 52,5     |
| 3     | Massecesi          | ITA  | 53,5     |
| 4     | Jacques Voillequin | FRA  | 53,6     |
| 5     | Jan Parlevliet     | NLD  | 53,9     |
| 6     | Marcel Lambrechts  | BEL  | 53,9     |

Datum: 27. Juli

### 3000 m Hindernis
| Platz | Athlet            | Land | Zeit (min) |
| ----- | ----------------- | ---- | ---------- |
| 1     | Heinz Laufer      | FRG  | 9:09,0     |
| 2     | Hedwig Leenaert   | BEL  | 9:10,4     |
| 3     | Walter Kammermann | SUI  | 9:11,4     |
| 4     | Hein Cujé         | NLD  | 9:16,4     |
| 5     | Belkacem Chikane  | FRA  | 9:21,8     |
| 6     | della Minolo      | ITA  | 9:44,8     |

Datum: 28. Juli

### 4 × 100 m Staffel
| Platz | Besetzung      | Land                                                              | Zeit (s) |
| ----- | -------------- | ----------------------------------------------------------------- | -------- |
| 1     | BR Deutschland | Lothar Knörzer Leonhard Pohl Heinz Fütterer Manfred Germar        | 40,7     |
| 2     | Frankreich     | Joël Caprice Christian Larrieu Constantin Lissenko Alain David    | 40,7     |
| 3     | Italien        | Livio Berruti Sergio D'Asnasch Vincenzo Lombardo Lucio Sangermano | 41,2     |
| 4     | Schweiz        | Heinz Bösiger Hans Wehrli-Frei Emil Weber René Weber              | 42,2     |
| 5     | Belgien        | Jacques Vercruysse Perin Elie Van Thournout Van Haesendonck       | 42,2     |
| 6     | Niederlande    | van de Splunter Theo Saat Tempelaer Fred Moerman                  | 42,8     |

Datum: 27. Juli

### 4 × 400 m Staffel
| Platz | Besetzung      | Land                                                              | Zeit (min) |
| ----- | -------------- | ----------------------------------------------------------------- | ---------- |
| 1     | BR Deutschland | Hans-Walter Friedrich Jürgen Kühl Ralf Seidel Karl-Friedrich Haas | 3:11,7     |
| 2     | Schweiz        | Urban René Farine Christian Wägli Bruno Galliker                  | 3:12,7     |
| 3     | Belgien        | Desmet Émile Leva Bierlaire Roger Moens                           | 3:13,3     |
| 4     | Italien        | Renato Panciera Adriano Loddo Enrico Spinozzi Enrico Archilli     | 3:14,1     |
| 5     | Frankreich     | Jean Bertozzi Bernard Dibonda Grodemange Guy Klethy               | 3:17,0     |
| 6     | Niederlande    | Henk Haus Fred Moerman Piet Yska Rob van der Knaap                | 3:18,6     |

Datum: 28. Juli

### Hochsprung
| Platz | Athlet               | Land | Höhe (m) |
| ----- | -------------------- | ---- | -------- |
| 1     | Gianmario Roveraro   | ITA  | 1,93     |
| 2     | Werner Bähr          | FRG  | 1,90     |
| 3     | Étienne Roques       | FRA  | 1,85     |
| 4     | Eric Amiet           | SUI  | 1,85     |
| 5     | Rahir                | BEL  | 1,80     |
| 6     | Jan Willem Nummerdor | NLD  | 1,80     |

Datum: 28. Juli

### Stabhochsprung
| Platz | Athlet            | Land | Höhe (m) |
| ----- | ----------------- | ---- | -------- |
| 1     | Jacques Pirlot    | BEL  | 4,21     |
| 2     | Willy Reißmann    | FRG  | 4,15     |
| 3     | Bernard Balastre  | FRA  | 4,10     |
| 4     | Walter Hofstetter | SUI  | 4,00     |
| 5     | Capellari         | ITA  | 3,90     |
| 6     | Servee Wijsen     | NLD  | 3,60     |

Datum: 27. Juli

### Weitsprung
| Platz | Athlet             | Land | Weite (m) |
| ----- | ------------------ | ---- | --------- |
| 1     | Ali Brakchi        | FRA  | 7,29      |
| 2     | Manfred Molzberger | FRG  | 7,29      |
| 3     | Attilio Bravi      | ITA  | 7,25      |
| 4     | Georges Salmon     | BEL  | 7,03      |
| 5     | Erwin Müller       | SUI  | 6,96      |
| 6     | Henk Visser        | NLD  | 5,45      |

Datum: 27. Juli

### Dreisprung
| Platz | Athlet             | Land | Weite (m) |
| ----- | ------------------ | ---- | --------- |
| 1     | Éric Battista      | FRA  | 15,62     |
| 2     | Hermann Strauß     | FRG  | 14,92     |
| 3     | Pierluigi Gatti    | ITA  | 14,69     |
| 4     | Erwin Müller       | SUI  | 14,59     |
| 5     | Felix Uyttenbroeck | BEL  | 13,48     |
| 6     | Jan Verschoor      | NLD  | 13,12     |

Datum: 28. Juli

### Kugelstoßen
| Platz | Athlet             | Land | Weite (m) |
| ----- | ------------------ | ---- | --------- |
| 1     | Hermann Lingnau    | FRG  | 17,07     |
| 2     | Silvano Meconi     | ITA  | 16,08     |
| 3     | Raymond Thomas     | FRA  | 15,30     |
| 4     | Edouard Vandezande | BEL  | 14,37     |
| 5     | Ben Rebel          | NLD  | 14,09     |
| 6     | Mathias Mehr       | SUI  | 13,89     |

Datum: 27. Juli

### Diskuswurf
| Platz | Athlet           | Land | Weite (m) |
| ----- | ---------------- | ---- | --------- |
| 1     | Adolfo Consolini | ITA  | 53,56     |
| 2     | Ben Rebel        | NLD  | 49,39     |
| 3     | Martin Bührle    | FRG  | 48,91     |
| 4     | Mathias Mehr     | SUI  | 48,43     |
| 5     | Serge Grisoni    | FRA  | 47,94     |
| 6     | Christian Dewaey | BEL  | 44,81     |

Datum: 28. Juli

### Hammerwurf
| Platz | Athlet             | Land | Weite (m) |
| ----- | ------------------ | ---- | --------- |
| 1     | Guy Husson         | FRA  | 60,42     |
| 2     | Silvano Giovanetti | ITA  | 57,69     |
| 3     | Hugo Ziermann      | FRG  | 56,62     |
| 4     | Henri Haest        | BEL  | 52,59     |
| 5     | Roger Veeser       | SUI  | 49,21     |
| 6     | Jan Romani         | NLD  | 47,00     |

Datum: 28. Juli

### Speerwurf
| Platz | Athlet         | Land | Weite (m) |
| ----- | -------------- | ---- | --------- |
| 1     | Heinrich Will  | FRG  | 75,46     |
| 2     | Michel Macquet | FRA  | 75,23     |
| 3     | Bonaiuto       | ITA  | 67,76     |
| 4     | Guy Van Zeune  | BEL  | 64,88     |
| 5     | Fritz Buchmann | SUI  | 64,71     |
| 6     | Joop Fikkert   | NLD  | 64,69     |

Datum: 27. Juli